# Surteby kyrka
Surteby kyrka är en kyrkobyggnad i Surteby i Marks kommun. Den tillhör sedan 2011 Västra Marks församling (tidigare Surteby församling) i Göteborgs stift.

## Kyrkobyggnaden
Kyrkan uppfördes troligen på 1200-talet i romansk stil med smalare kor. Den fick sitt nuvarande utseende vid en stor om- och tillbyggnad 1781-1784, då det medeltida koret revs och byggnaden förlängdes åt öster och breddades åt norr. Från den tidigare kyrkan återstår främst den södra väggen. Tornet med en liten, öppen lanternin uppfördes 1824-1826 av Sandhultsbyggmästarna. 

### Restaureringar
- Nuvarande sakristia vid norra sidan byggdes 1897-1898 då kyrkan restaurerades under ledning av Adrian Crispin Peterson. Altarringen liksom innerdörrar och ytterdörrar nytillverkades. En glasvägg med glasdörrar uppsattes mellan vapenhuset och kyrkorummet. Korbänkar och altartavla avlägsnades. Ett rundbågigt fönster togs upp i korets östvägg och nya korgbågiga fönster med metallspröjs sattes in i befintliga öppningar. Ny altaranordning med rundbågigt överstycke och kolonner samt ny bänkinredning tillkom.
- En ut- och invändig renovering företogs även 1926 under ledning av Allan Berglund. Den oljefärg som väggarna bemålats med vid sekelskiftet avlägsnades och  därefter kalkning. Målerier bakom skulpturerna på predikstolens sidor upptäcktes och konserverades och taket rengjordes. Alla fönsterrutor byttes ut, elektriskt ljus och centralvärme installerades.

## Dekorationsmålningar
År 1794 försågs kyrkorummet med ett nytt innertak. Det bemålades av Jacob Magnus Hultgren, som även den altaruppsats som nu är uppställd i tornet. Vid restaureringen 1898 dekormålades väggarna av Martin Wallström, som även modifierade takmålningarna i tidens smak. År 1959 konserverades och återställdes takmålerier och två nummertavlor av Carl Otto Svensson.

## Inventarier
- Predikstolen byggdes på 1630-talet och omarbetades 1700, troligen av Marcus Jäger den yngre. Dess ursprungliga evangelistbilder togs åter fram 1926 efter att ha varit övermålade.
- En altartavla från 1794 förvaras i tornrummet.
- Ett rökelsekar är från 1200-talet.
- Ett krucifix från 1400-talet, som tyvärr saknar armarna och korset.
- Korfönster i mosaik är från 1960.

### Dopfuntar

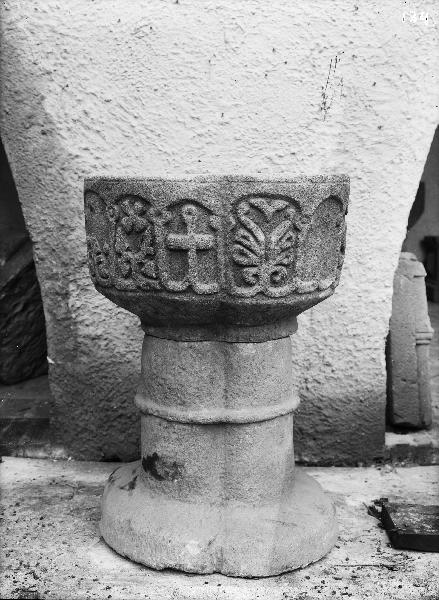
Dopfunt nr 1.
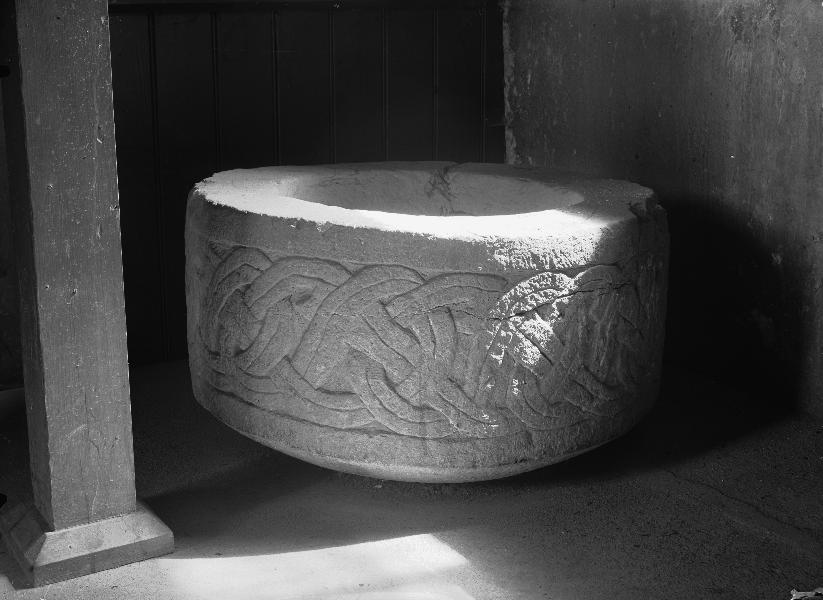
Dopfunt nr 2.
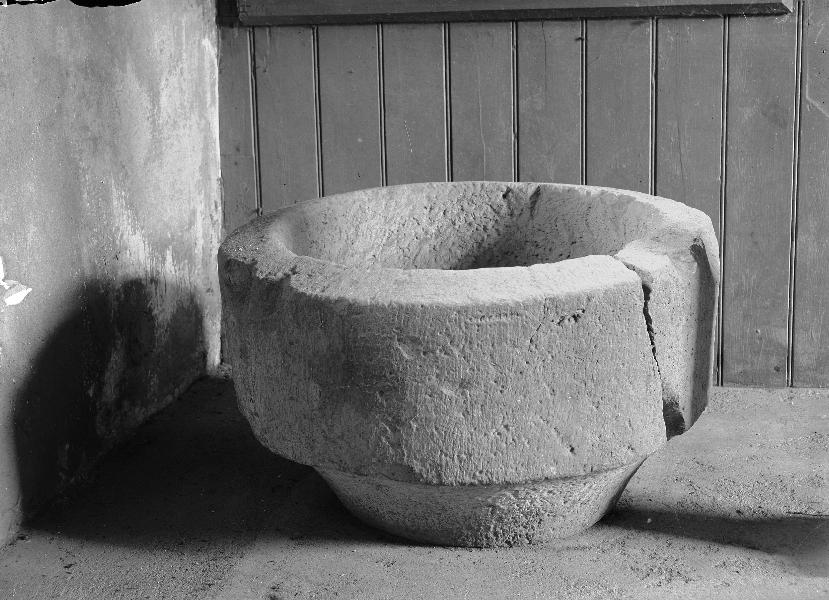
Dopfunt nr 3.

Till kyrkan har hört tre medeltida dopfuntar.
1. Placerad i koret är en dopfunt i täljsten från 1200-talets senare del. Den tillhör en grupp som döpts efter funten i Starrkärrs kyrka och är i två delar, totalt 87 cm hög. Cuppan är fyrpassformad med vertikala sidor, skrånande botten och en rundstavnedtill. Livet är indelat i tolv arkadfält med växtornament. Foten är också fyrpassformad och på skaftets mitt finns en rundstav. Uttömningshål saknas.
2. En cuppa härstammar troligen från Kattunga kyrka och har återförts till det 1962 uppförda Kattunga kapell. Den är av sandsten, 38 cm hög och cylindrisk med buktande undersida. Upp- och nedtill utsparade band mellan vilka det finns en ringkedjefris. Litet, central uttömingshål. Den tillhör stenmästaren Andreas skola, som är känd till namnet genom att han signerat två av sina dopfuntar: de som ursprungligen tillhört Gällstad och Finnekumla kyrkor, idag på Statens historiska museum och tillverkade under 1100-talet.
3. Ytterligare en enkel, cylindrisk cuppa i rödaktig sandsten finns i vapenhuset. Den är 37 cm hög med konkav undersida och saknar såväl utsmyckning som uttömningshål. Den tillhör Sieneskolan och är tillverkad omkring 1200.

### Klockor
- Storklockan är av en senmedeltida normaltyp och har inga inskrifter.[2]
- Lillklockan är från 1685. Den göts om 1792.

### Orgel
Nuvarande orgel har bibehållit fasaden från 1865 och enstaka pipor i pedalen, men är annars en ny orgel byggd av Tostareds Kyrkorgelfabrik 1972. Den har två manualer och pedal.

## Interiörbilder

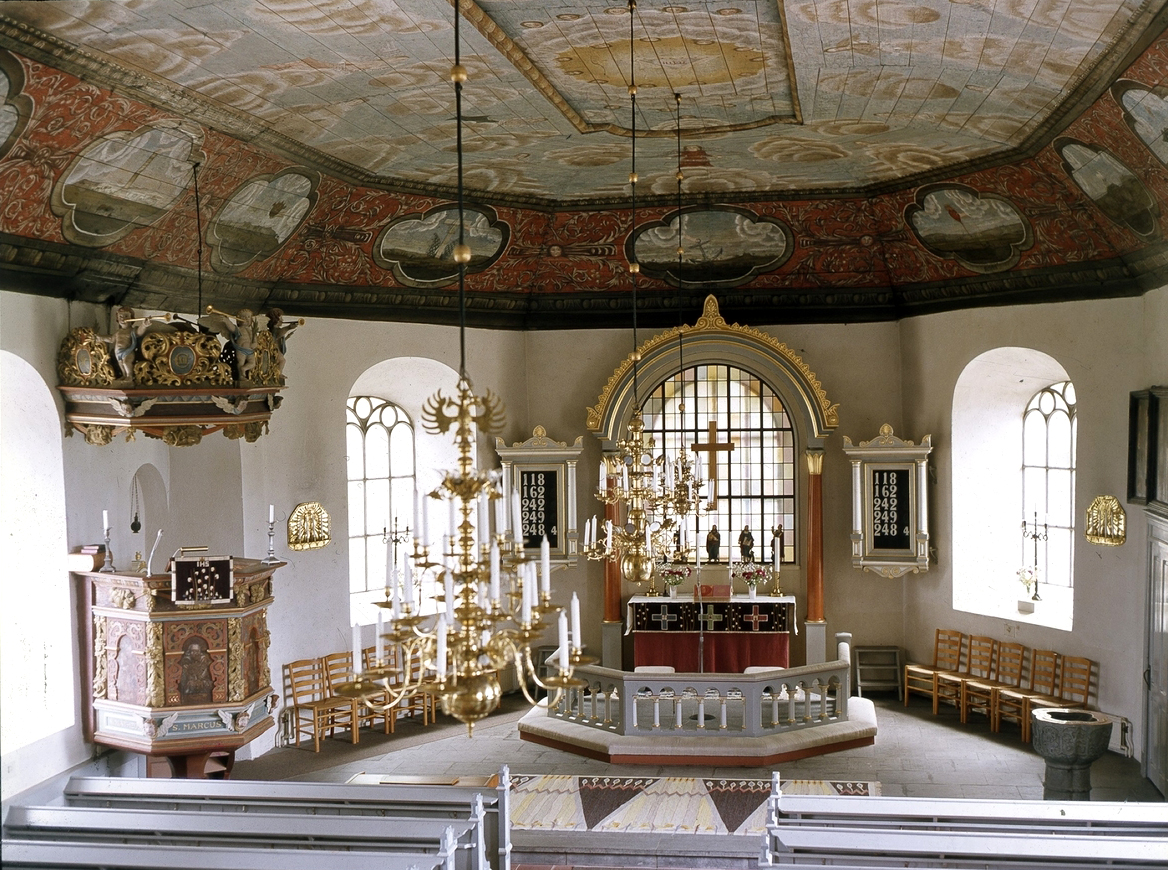
Interiör mot koret.
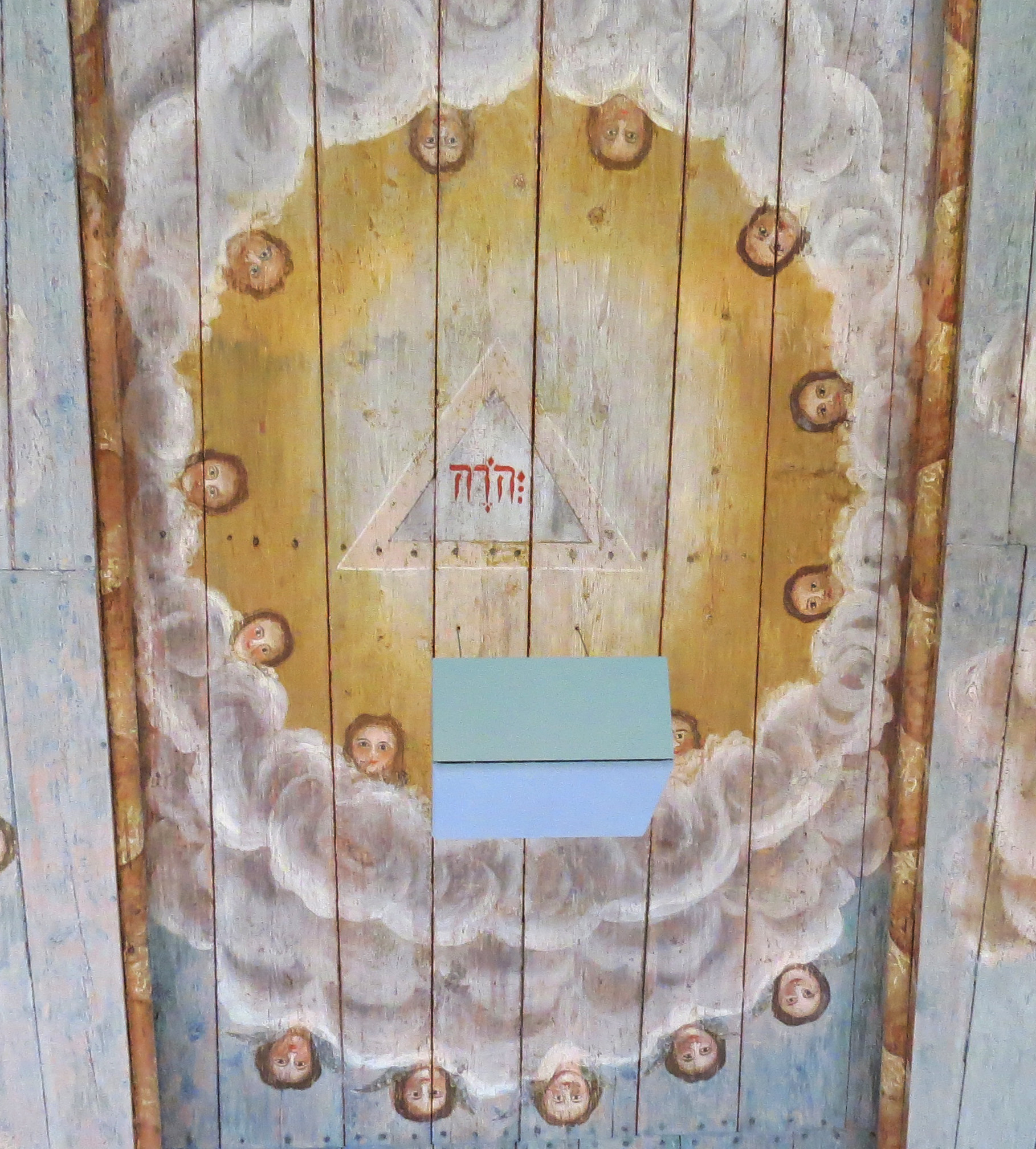
Takmålning: Treenigheten.
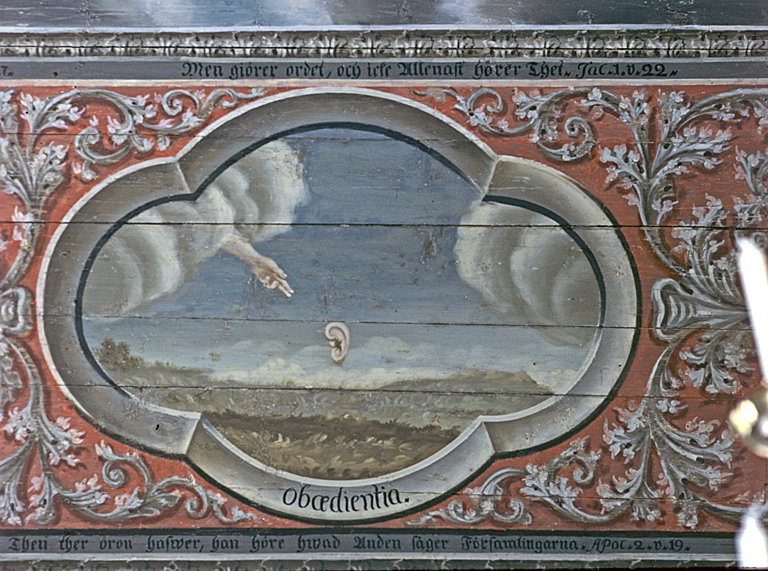
Lydnaden. Symboliserad av ett svävande öra. Målning utförd 1793 av Jacob Magnus Hultgren